# Pakistan op de Olympische Winterspelen 2018
Pakistan was een van de deelnemende landen aan de Olympische Winterspelen 2018 in Pyeongchang, Zuid-Korea.
Bij de derde deelname van het land aan de Winterspelen werd voor de derde keer deelgenomen in het alpineskiën en voor het eerst in het langlaufen. Van de beide deelnemers nam de vlaggendrager bij de openingsceremonie, Muhammad Karim, voor de tweede keer deel.

## Deelnemers en resultaten
(m) = mannen

### Alpineskiën
| Olympiër (deelname) | Onderdeel        | Resultaat | Prestatie                                                            |
| ------------------- | ---------------- | --------- | -------------------------------------------------------------------- |
| Muhammad Karim (2)  | reuzenslalom (m) | 72e       | 1e run: 1.27,53 (82e) 2e run: 1.26,51 (72e) totaal: 2.54,04 (+36,00) |
| Muhammad Karim (2)  | slalom (m)       | DNF       | 1e run: niet gefinisht                                               |

### Langlaufen
| Olympiër   | Onderdeel             | Resultaat | Prestatie          |
| ---------- | --------------------- | --------- | ------------------ |
| Syed Human | 15 km vrije stijl (m) | 108e      | 45.19,1 (+11.35,2) |